# AerCap
AerCap Holdings N.V o AerCap  es una empresa dedicada al arrendamiento de aeronaves, tiene su sede en Dublín, Irlanda. A 2021 tenía una flota mayor a 2,000 aeronaves y cuenta con más de 300 clientes en todo el mundo. En noviembre del 2021 anunció la finalización de la adquisición total de GE Capital Aviation Services (subsidiaria de GE Capital, esta a su vez filial del conglomerado americano General Electric) en donde, según lo acordado General Electric, recibió 111,5 millones de acciones de AerCap recién emitidas, aproximadamente US$23 mil millones en efectivo y US$1 mil millones en notas de AerCap. General Electric ahora posee aproximadamente el 46% de las acciones en circulación de AerCap.

## Historia

### 2015
En junio de 2015, AerCap firmó un acuerdo con Boeing para un pedido de 100 aviones Boeing 737 MAX 8 con entregas a partir de 2019. En junio de 2015, AIG vendió alrededor de 71,2 millones de acciones en una oferta pública y AerCap compró 15,7 millones adicionales de sus acciones a AIG. En agosto de 2015, AIG completó su salida del negocio de arrendamiento de aviones con la venta de 10,7 millones de acciones adicionales.  A 31 de diciembre de 2015, la cartera de AerCap constaba de 1.697 aviones en propiedad, bajo pedido, bajo contrato o gestionados (incluidos los aviones propiedad de AerDragon, una empresa conjunta no consolidada). La antigüedad media de la flota propia a 31 de diciembre de 2015 era de 7,7 años y el plazo medio de arrendamiento restante contratado era de 5,9 años. En 2015, AerCap alquiló, compró y vendió 405 aviones. La empresa firmó contratos de arrendamiento de 276 aviones y compró 46 aviones nuevos. AerCap ejecutó transacciones de venta y partición de 83 aviones y firmó transacciones de financiamiento por US$7.300 millones.
El 23 de febrero de 2016, AerCap reportó resultados financieros récord en 2015 y autorizó un programa de recompra de acciones de $400 millones.

### 2016
En enero de 2016, Airline Economics reconoció a la empresa con los premios "Arrendador del año" y "Equipo de tesorería del año". En 2016, AerCap firmó contratos de arrendamiento de 279 aviones, compró 38 y vendió 141 aviones y firmó operaciones de financiación por 4.600 millones de dólares; al 31 de diciembre de 2016, tiene 1.566 aeronaves en propiedad, administradas o bajo pedido en su cartera.

### 2017
En junio de 2017, Aercap realizó un pedido de 30 Boeing 787-9, valorados en 8100 millones de dólares a precios de catálogo en el Salón Aeronáutico de París. AerCap anunció el 28 de diciembre que ejercía opciones para comprar 50 aviones de la familia A320neo que se entregarán a partir de 2022, lo que eleva su cartera de la familia A320neo a 270 en propiedad y bajo pedido.